# Авихай, Авраам
Авраам Авихай (ивр. אברהם אביחי‎, 23 января 1931, Торонто — 3 декабря 2023) — израильский государственный служащий, журналист и писатель; был членом Еврейского агентства и руководителем Всемирной сионистской организации. Он работал в аппарате первого премьер-министра Израиля Давида Бен-Гуриона, в качестве секретаря по связям с общественностью премьер-министра Леви Эшколя и в качестве мирового председателя «Керен ха-Йесод — Обращение Единого Израиля» (с 1978 по 1988 год).
Репортёр газеты «The Jerusalem Post», Авихай был автором нескольких книг, в том числе «Бен-Гурион, государственное строительство: принципы и прагматизм, 1948—1963»; «Опасность! Три еврейских народа»; и «Повесть о двух Авраамах». Он был деканом-основателем (заместителем декана) Международной школы Ротберга для иностранных студентов Еврейского университета, а также был приглашённым профессором в Рочестерском университете в США и Йоркском университете в Канаде.

## Биография
Сид Эпплбаум (позже Авраам Авихай) родился в Торонто, Канада, 23 января 1931 года в традиционной сионистской семье, говорящей на идише.
Будучи подростком, он возглавил обновление Ха-шомер ха-дати, религиозного сионистского молодёжного движения в Торонто, целью которого было обучение строительству еврейской родины в эгалитарных религиозных кибуцах. Он провёл год в сельскохозяйственном учебном центре, а затем ещё год в Торонто, возглавляя молодёжное движение, которое слилось с Бней Акива. Авихай женился на Ханне Адине (Энн) Шпигель в конце 1949 года.
Авихай переехал в Израиль вместе с женой в 1952 году. Первоначально он жил и работал фермером и строителем в кибуце, который тогда назывался Кфар-Даром (известен сегодня как Бней-Даром), но вскоре переехал в Иерусалим и занялся журналистикой, став репортёром по политике и экономике в газете «The Jerusalem Post», будучи нанятым её основателем — редактором Гершоном Агроном, ставшим мэром Иерусалима.
Позже Авихай был назначен заместителем директора и директором по связям с общественностью иерусалимского офиса Israel Bonds. Он был принят на государственную службу будущим мэром Иерусалима Тедди Коллеком и назначен директором зарубежного отдела канцелярии премьер-министра Давида Бен-Гуриона, а затем секретарём по связям с общественностью премьер-министра Леви Эшколя. Целями зарубежного отдела было координировать зарубежную информацию различных министерств и национальных учреждений, а также установить тесные отношения со всеми еврейскими религиозными течениями и организациями, особенно в Северной Америке. Стремясь к тому, чтобы каждое религиозное течение основало свой мировой центр в Иерусалиме, он помог консервативному движению найти место для основания Неве Шехтер в Иерусалиме, которое превратилось в Институт иудаики Шехтера. Он помог реформистскому еврейскому руководству в открытии Еврейского юнион-колледжа в Иерусалиме. Он призвал мэров арендовать муниципальные помещения для проведения первых реформистских молитвенных служб «в соответствии с Декларацией независимости Израиля в отношении свободы религии».
Авихай был англоязычным спичрайтером Леви Эшколя с 1955 по 1965 год, охватывая большую часть периода Эшколя на посту министра финансов и его первые годы на посту премьер-министра; с ним у него сложились тесные отношения. Авихай был членом официальной делегации из 10 человек, которая сопровождала Эшколя во время исторического первого государственного визита премьер-министра Израиля в Соединённые Штаты по приглашению президента Линдона Б. Джонсона в июне 1954 года. Затем Авихай ивритизировал своё имя, которое содержит компоненты имени его родителей.
В конце 1960-х — начале 1970-х годов Авихай помог заложить основу будущей высокотехнологичной экономики Израиля, организовав Иерусалимские экономические конференции премьер-министра 1968—1971 годов. С 1978 по 1988 год он занимал пост мирового председателя «Керен ха-Йесод», подразделения сионистского движения по сбору средств.

### Образование и академическая работа
Находясь в отпуске из канцелярии премьер-министра, Авихай вернулся в Северную Америку, чтобы продолжить учёбу, которую он прервал, когда приехал в Израиль (1966 — середина 1968 года). Он получил степень бакалавра в Еврейской теологической семинарии в Нью-Йорке, а также степени магистра искусств и доктора философии в Колумбийском университете в Нью-Йорке (политические науки). Ранее он учился в Университете Торонто и Университете Иешива в Нью-Йорке.
В начале 1970-х Авихай был деканом-основателем Школы для иностранных студентов Еврейского университета в Иерусалиме и её вице-ректором. Он был приглашённым профессором истории в Рочестерском университете в США и Йоркском университете в Канаде, а также преподавал политические исследования в Еврейском университете и Университете имени Бар-Илана. Авихай был почётным членом совета управляющих Еврейского университета, в котором он активно работал более двух десятилетий. Вместе с Сэмом Ротбергом (председателем) он также был одним из основателей наблюдательного совета Международной школы Ротберга Еврейского университета, как позже была названа зарубежная школа.

### Журналистская деятельность
В первые годы своего пребывания в Израиле Авихай работал репортёром «The Jerusalem Post», израильской ежедневной англоязычной газеты, редактором новостей и диктором англоязычной передачи «Коль Исраэль», исполняющим обязанности директора израильской службы зарубежного вещания «Коль Сион ЛаГола» и корреспондентом Канадской радиовещательной корпорации. В последнем качестве он освещал суд над нацистским массовым убийцей Адольфом Эйхманом. После ухода из общественной жизни Авихай вернулся в журналистику, написав колонку в «The Jerusalem Post», а затем в «The Jerusalem Report».

### Сионистская деятельность
Во время своего пребывания на посту главы Объединённого Израиля Авихай уделял особое внимание укреплению молодых лидеров и женских подразделений, подчеркивая, что Керен ха-Йесод — это семья, и она должна также активизировать отдельные семьи. В 2008 году он рассказал газете «The Jerusalem Post», что «как человек, который хотел и хочет, чтобы еврейство диаспоры жило и имело отношения с Израилем, я очень старался превратить Обращение Объединённого Израиля в образовательное движение. Вместо того, чтобы говорить: „Гевальт!“ Здесь падают ракеты, так давайте денег, — говорю я, — мы даём вам возможность участвовать в государственном строительстве. Мы партнёры. Если вы не можете или не хотите приехать в Израиль, хотя бы заплатите налоги». Это не было филантропией в обычном понимании".

### Религиозные и политические взгляды
Авихай, выросший ортодоксальным, сказал, что он приехал в Израиль, чтобы быть «полностью евреем» и что «кибуц и эгалитаризм были ценностями», которые он получил дома.
«Они были важной частью моего иудаизма. Поэтому приезд в Израиль был важной частью моего иудаизма. В то время я был более галахическим [наблюдательным], и по мере того, как я учился на протяжении многих лет, я пытаюсь всё больше и больше усвоить человеческую сторону заповедей — заповеди между человеком и человеком — то, как мы относимся к другим людям во всём, что мы делаем».
Он также сказал, что, по его мнению, так же, как ультраортодоксы были «лишены богатства общих знаний, светское молодое поколение, помимо отсутствия общих знаний, было лишено еврейских знаний». И они даже не знают, что такое светское. Светское не означает отсутствия соблюдения традиций. Это означает знать, что такое ваше еврейство, и праздновать его так, как вы его празднуете".

## Книги
Ави-хай опубликовал ряд книг на израильскую и еврейскую тематику. В 1974 году он опубликовал книгу «Бен-Гурион, строитель государства: принципы и прагматизм, 1948—1963». Книга основана на его докторской диссертации и напечатана на английском, иврите, французском и испанском языках.
В 1993 году он опубликовал «Опасность! Три еврейских народа»: противоречивый анализ растущего раскола между евреями в Израиле и диаспорой.
В 2014 году первый роман Авихая под названием «Повесть о двух Авраамах» был опубликован на английском языке, через несколько лет после того, как он впервые появился на иврите. Произведение явилось сочетанием современного триллера и исторической фантастики. Книга рассказывает историю двух мужчин по имени Авраам: один бежал от католической инквизиции в средневековой Италии, а другой от еврейских фанатиков-отступников в современном Израиле.

## Личная жизнь
В 1949 году Авихай женился на Ханне Адине (Энн) Шпигель в Торонто. Три их дочери родились в Иерусалиме. Разведённый в 1982 году, Авихай женился на Генриетте Вагнер (Басан), уроженке США, у которой было двое сыновей. У него было три дочери, два пасынка, а также внуки, супруги и правнуки. По состоянию на 2021 год в семье из четырёх поколений насчитывается более 60 человек. С 1976 года он жил в иерусалимском районе Йемин Моше, у стен Старого города Иерусалима.
Авраам Авихай умер 3 декабря 2023 года в возрасте 92 лет.

## Награды и признание
Авихай был назван выдающимся студентом Еврейской духовной семинарии в 1967 году.
Премия Авихая за молодое лидерство была инициирована Керен ха-Йесод в 1989 году.